# Nicarète de Corinthe
 (mars 2017).
Si vous disposez d'ouvrages ou d'articles de référence ou si vous connaissez des sites web de qualité traitant du thème abordé ici, merci de compléter l'article en donnant les références utiles à sa vérifiabilité et en les liant à la section « Notes et références ».
Nicarétè de Corinthe est une hétaïre grecque.

## Biographie
Nous avons très peu d'informations sur ce personnage de Grèce antique, mis à part ses activités de matrone. Elle est mentionnée dans le texte d'Apollodore Contre Nééra.
Ancienne esclave, affranchie de l'Eléen Charisios, elle est mariée à Hippias, qui serait un célèbre cuisinier.
Elle tint un bordel à Corinthe au IVe siècle av. J.-C.. Elle y avait sept jeunes filles qu'elle a choisies dès leur plus jeune âge pour leur beauté et leurs promesses de succès: Anteai, Stratola, Aristocleia, Métanira, Phila, Isthmias et Nééra. 